# Trechalea paucispina
Trechalea paucispina là một loài nhện trong họ Trechaleidae.
Loài này thuộc chi Trechalea. Trechalea paucispina được Lodovico di Caporiacco miêu tả năm 1947.